# Sepp Eberhard
Sepp Eberhard (* 22. Februar 1917 in Paildorf, heute Gemeinde Wolfsberg; † 9. September 1986 in Wolfsberg) war ein österreichischer Politiker (SPÖ) und Beamter. Er war von 1956 bis 1959 Mitglied des Bundesrates und von 1959 bis 1970 Abgeordneter zum Nationalrat.

## Leben
Eberhard besuchte nach der Volksschule die Hauptschule und arbeitete zwischen 1933 und 1938 als Bergarbeiter. Er absolvierte die Handelsschule Knittelfeld als Externist und legte eine Prüfung in Staatsrechnungswissenschaft ab. Nach dem Zweiten Weltkrieg arbeitete er zwischen 1945 und 1946 als Angestellter beim Arbeitsamt Wolfsberg, danach übernahm er 1946 die Funktion des Amtsleiters der Gemeinde Wolfsberg. Politisch engagierte sich Eberhard ab 1946 als Ortsparteivorsitzender der SPÖ Wolfsberg, 1956 übernahm er zudem die Funktion des Bezirksobmann des ARBÖ. Er vertrat die SPÖ Kärnten zwischen dem 1. Juni 1956 und dem 9. Juni 1959 im Bundesrat und war danach vom 9. Juni 1959 bis zum 31. März 1970 Abgeordneter zum Nationalrat.
Eberhard musste 1934 vier Wochen lang aus politischen Gründen in Haft verbringen.

## Auszeichnungen
- 1966: Großes Ehrenzeichen für Verdienste um die Republik Österreich[1]